# Augusto Testa
Pour les articles homonymes, voir Testa.
Augusto Testa (1950 - ) est un astronome amateur italien qui observe depuis l'observatoire de Sormano.

## Biographie
D'après le Centre des planètes mineures, Augusto Testa a co-découvert trente et un astéroïdes numérotés.
L'astéroïde (11667) Testa porte son nom.

## Astéroïdes découverts
| (7848) Bernasconi[1] | 22 février 1996   |
| (8111) Hoepli[2] | 2 avril 1995      |
| (13777) Cielobuio[1] | 20 octobre 1998   |
| (14103) Manzoni[3] | 1er octobre 1997  |
| (17560) 1994 AD3[4] | 14 janvier 1994   |
| (17740) 1998 BC19[5] | 27 janvier 1998   |
| (18542) Broglio[6] | 29 décembre 1996  |
| (19287) Paronelli[1] | 22 février 1996   |
| (22500) Grazianoventre[3] | 26 juillet 1997   |
| (24861) 1996 DE1[5] | 22 février 1996   |
| (27855) Giorgilli[6] | 4 janvier 1995    |
| (29424) 1997 BV4[7] | 29 janvier 1997   |
| (31244) 1998 DG11[3] | 19 février 1998   |
| (32941) 1995 UY4[8] | 24 octobre 1995   |
| (33035) Pareschi[1] | 27 septembre 1997 |
| (33049) 1997 UF5[3] | 25 octobre 1997   |
| (37734) 1996 UR3[2] | 30 octobre 1996   |
| (39654) 1995 UP[2] | 19 octobre 1995   |
| (43993) Mariola[3] | 26 juillet 1997   |
| (48841) 1998 BB19[5] | 27 janvier 1998   |
| (69573) 1998 BQ26[3] | 28 janvier 1998   |
| (79472) Chiorny[7] | 6 janvier 1998    |
| (79847) 1998 XY2[6] | 7 décembre 1998   |
| (85433) 1997 CJ22[1] | 13 février 1997   |
| (97356) 2000 AY27[7] | 5 janvier 2000    |
| (100711) 1998 BD19[5] | 27 janvier 1998   |
| (120679) 1997 BW4[7] | 29 janvier 1997   |
| (185688) 1997 CC6[1] | 6 février 1997    |
| (185733) Luigicolzani[1] | 28 novembre 1998  |
| (219091) 1998 RF3[3] | 15 septembre 1998 |
| (282034) 1995 UO[2] | 19 octobre 1995   |
| 1. avec Marco Cavagna 2. avec Valter Giuliani 3. avec Piero Sicoli 4. avec C. Gualdoni 5. avec Pierangelo Ghezzi 6. avec Francesco Manca 7. avec Paolo Chiavenna 8. avec Graziano Ventre |                   |